# Ryjewo (gmina)
Pour l’article homonyme, voir Ryjewo (village).
La gmina de Ryjewo est une commune rurale de la voïvodie de Poméranie et du powiat de Kwidzyn. Elle s'étend sur 103,28 km² et comptait 5.708 habitants en 2006. Son siège est le village de Ryjewo qui se situe à environ 13 kilomètres au nord de Kwidzyn et à 62 kilomètres au sud de Gdańsk, la capitale régionale.

## Villages
La gmina de Ryjewo comprend les villages et localités de Barcice, Benowo, Benowo-Wrzosy, Borowy Młyn, Chojno, Czarne Błoto, Jałowiec, Jarzębina, Klecewko, Kuliki, Mątki, Mątowskie Pastwiska, Pańskie Łąki, Pułkowice, Rudniki, Ryjewo, Sołtyski, Straszewo, Szadówko, Szkaradowo Szlacheckie, Szkaradowo Wielkie, Tralewo, Trzciano, Watkowice, Watkowice Małe et Wiszary.

## Gminy voisines
La gmina de Ryjewo est voisine des gminy de Gniew, Kwidzyn, Mikołajki Pomorskie, Prabuty et Sztum.